# Aphanius splendens
Aphanius splendens é uma espécie de peixe da família Cyprinodontidae.
É endémica de Turquia.